# Agroeca brunnea
Agroeca brunnea es una especie de araña araneomorfa del género Agroeca,  familia Liocranidae. Fue descrita científicamente por Blackwall en 1833.
Se distribuye por Turquía, Rusia, China y Japón. El cuerpo del macho mide 5,1-7 milímetros y el de la hembra 6-9,4 milímetros. Habita en bosques y zonas húmedas.